# Vlásenice (Jistebnice)
Vlásenice (německy Wlasenitz) jsou vesnice, část města Jistebnice v okrese Tábor v Jihočeském kraji. Nachází se asi 3,5 kilometru jihovýchodně od Jistebnice. Prochází zde silnice II/123. Vlásenice leží v katastrálním území Vlásenice u Makova o rozloze 3,12 km².

## Historie
První písemná zmínka o vesnici pochází z roku 1383.

## Obyvatelstvo
| Rok            | 1869 | 1880 | 1890 | 1900 | 1910 | 1921 | 1930 | 1950 | 1961 | 1970 | 1980 | 1991 | 2001 | 2011 | 2021 |
| -------------- | ---- | ---- | ---- | ---- | ---- | ---- | ---- | ---- | ---- | ---- | ---- | ---- | ---- | ---- | ---- |
| Počet obyvatel | 260  | 266  | 233  | 218  | 198  | 194  | 206  | 123  | 149  | 137  | 131  | 129  | 115  | 113  | 119  |
| Počet domů     | 28   | 29   | 30   | 31   | 30   | 32   | 35   | 36   | 36   | 35   | 34   | 45   | 46   | 50   | 54   |

## Obecní správa
Při sčítání lidu v letech 1850–1899 Vlásenice byly osadou obce Radkov v okrese Tábor. V letech 1900–1960 byly samostatnou obcí v okrese Tábor. V letech 1961–1980 byly částí obce Makov v okrese Tábor. Od 1. července 1980 jsou částí města Jistebnice v okrese Tábor.

## Pamětihodnosti
- Návesní kaple
- Poblíž kaple v malém parčíku se nachází kamenný pomník padlým v první světové válce. Je na něm tento nápis: „PAMÁTCE PADLÝM VOJÍNŮM OBCE VLÁSENICE VE SVĚTOVÉ VÁLCE 1914–1918. BUDIŽ VÁM CIZÍ ZEMĚ LEHKOU...“
- Poblíž pomníku se nalézá drobný kříž na kamenném podstavci. V kulatém štítku kříže je tento nápis: CHVÁLA BOHU
- Ve vesnici roste památný strom Holubova lípa. Je to lípa velkolistá, vysoká je 26 metrů, obvod kmene má 820 centimetrů, její stáří je odhadováno na 450–600 let. Údajně byla vysazena roku 1416 na památku upálení Jana Husa, nebo prý pod ní sám Hus kázal při svém pobytu na jihu Čech.

## Galerie

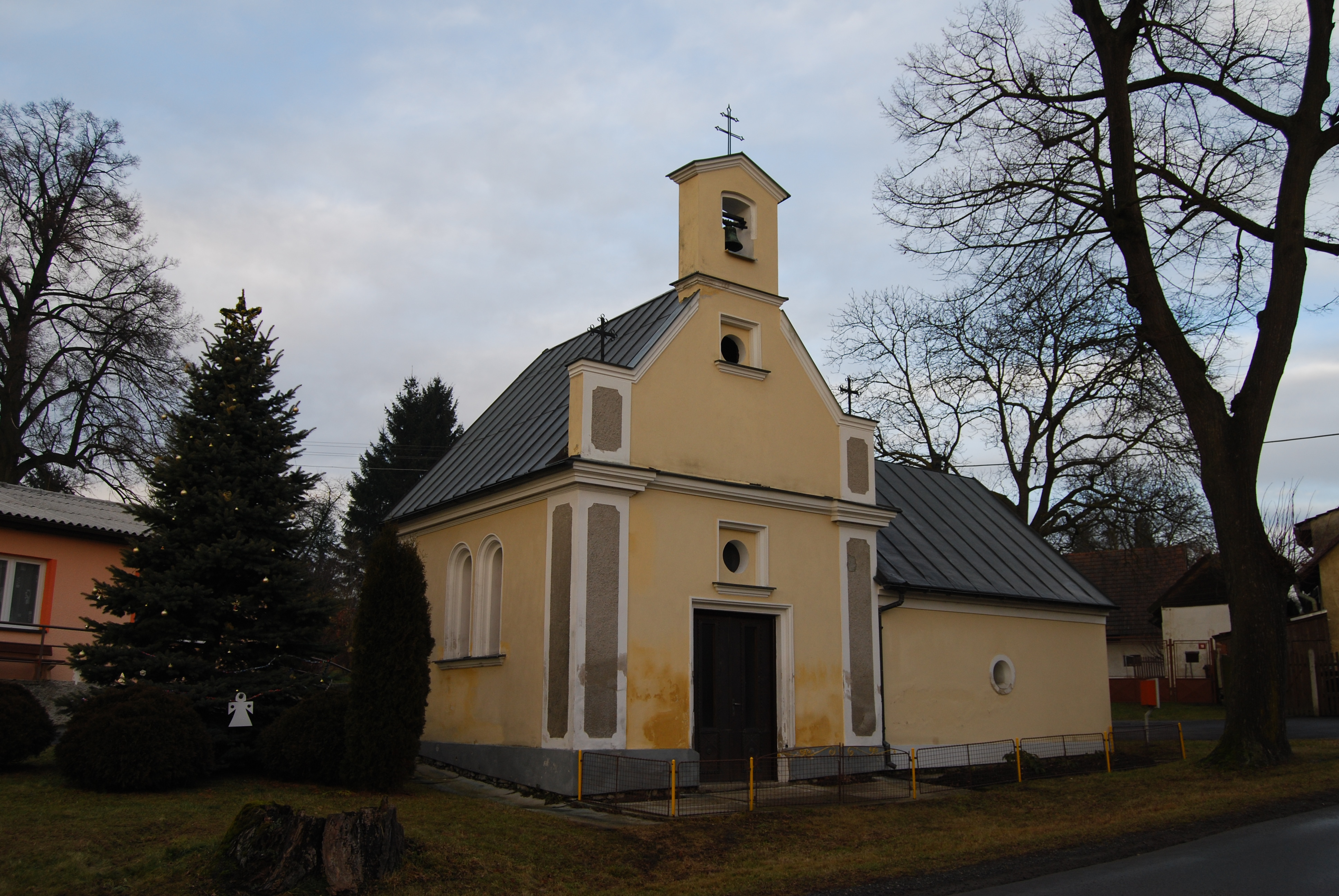
Návesní kaple
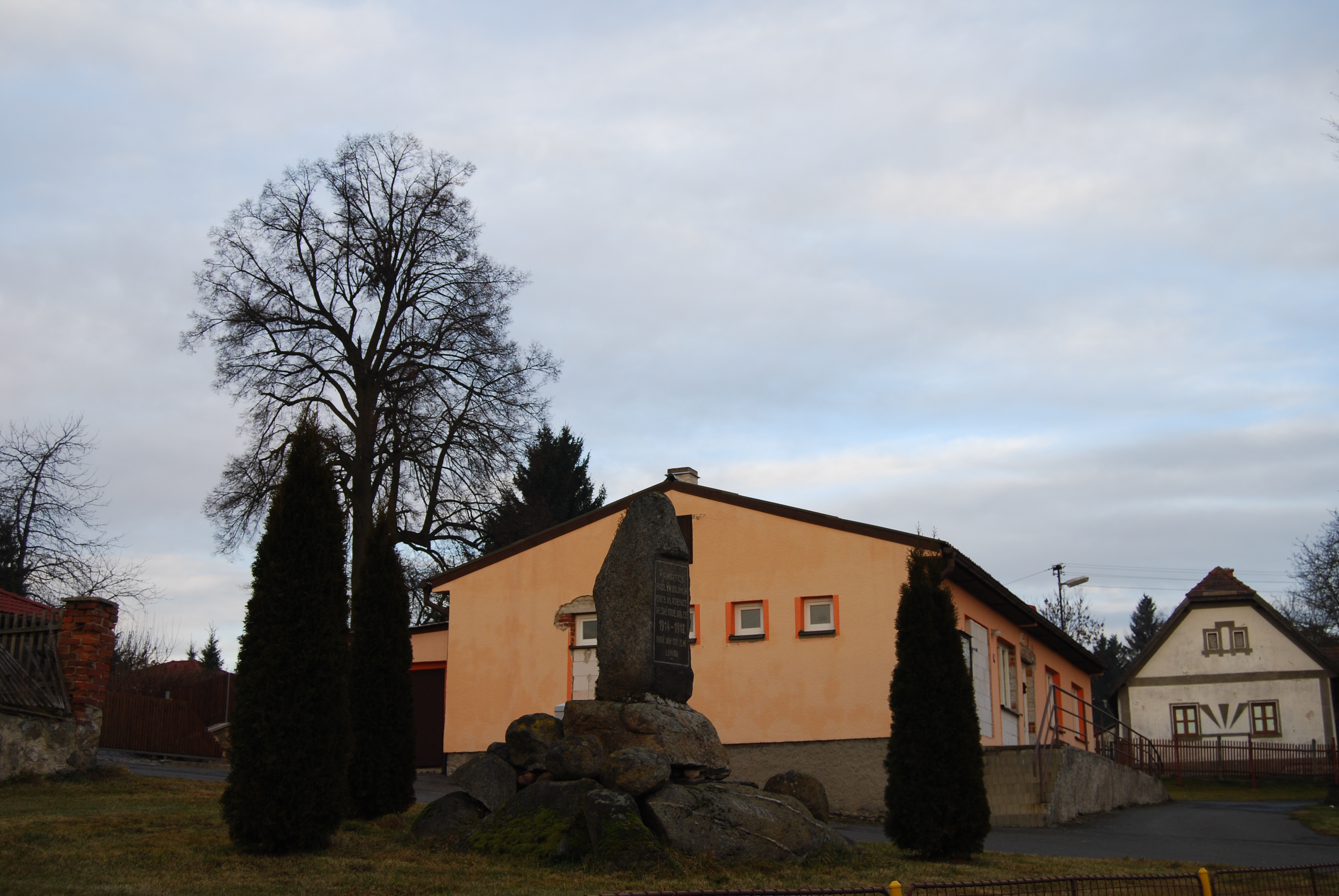
Pohled na část vsi
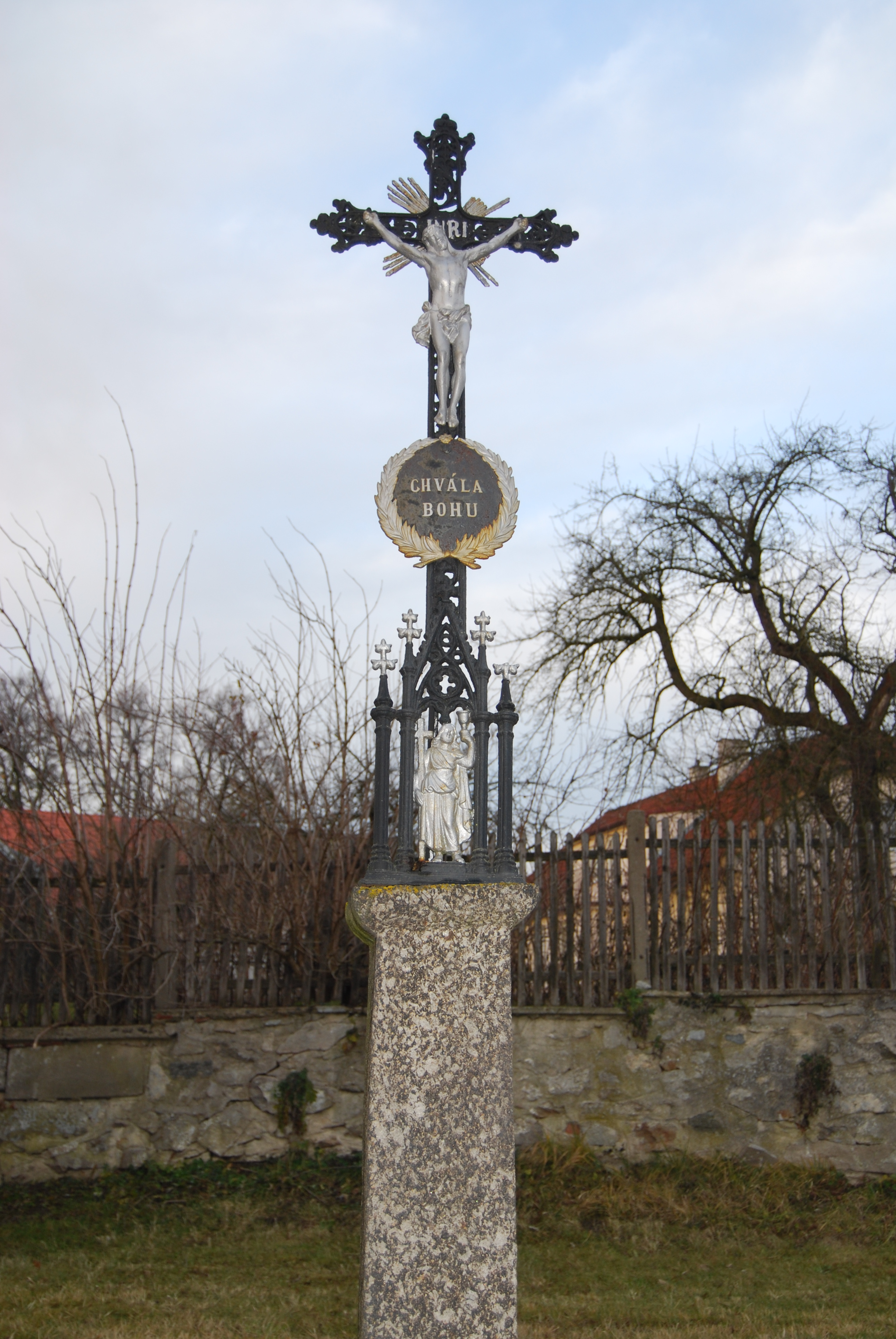
Kříž v místním parčíku
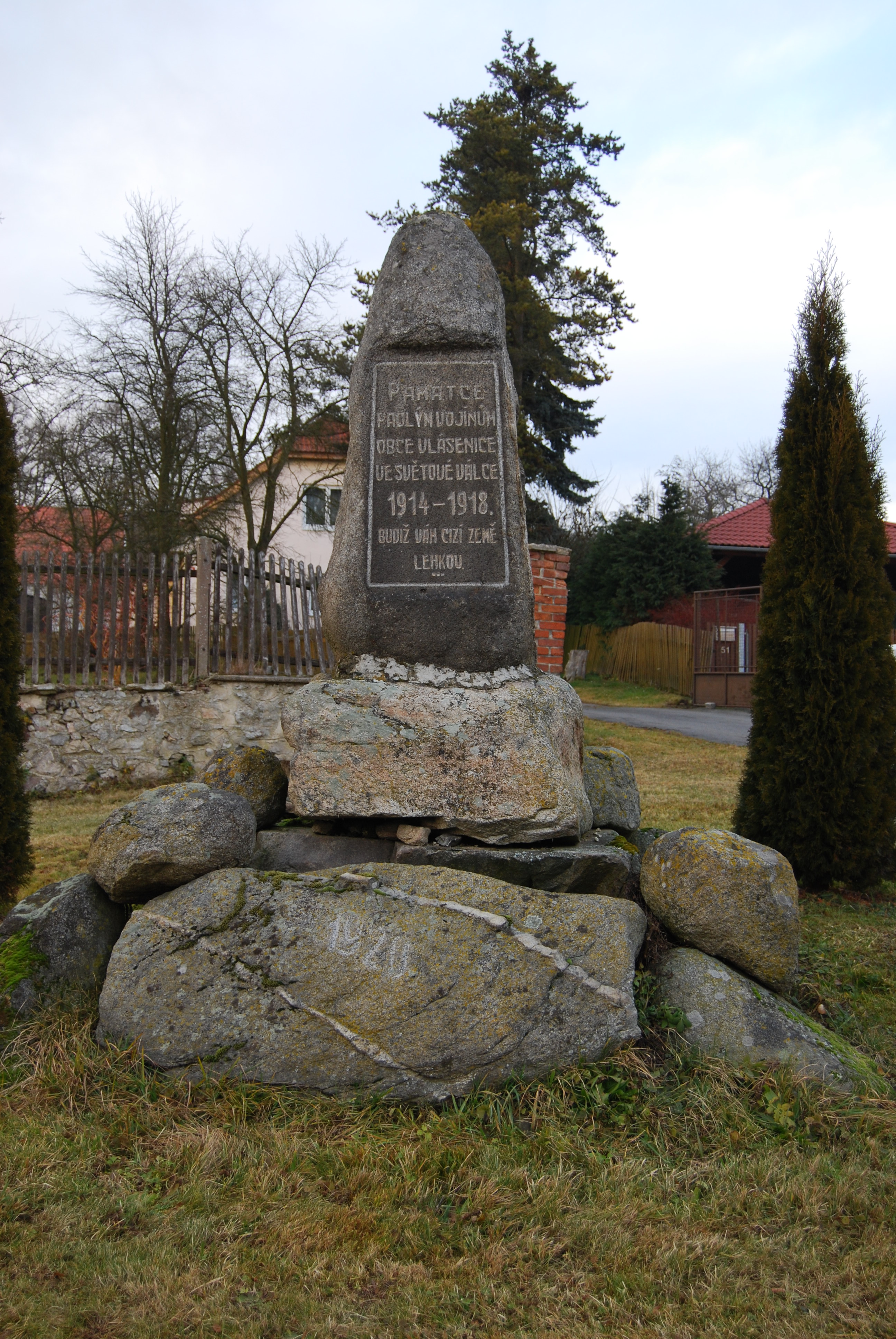
Pomník padlým